# لاريسا
لاريسا أو لارِسَّة (باليونانية: Λάρισα)، مدينة يونانية تقع في شمال وسط البلاد، وهي عاصمة منطقة ثيساليا الإدارية وأيضا عاصمة مقاطعة لاريسا أحد المقاطعات المكونة لثيساليا.

## الموقع، السكان والتسمية
تقع لاريسا على ارتفاع 75 متر في وسط سهل ثيساليا على ضفاف نهر بينيوس، وتعتبر مركز زراعي مهم وعقدة مواصلات حيوية بين شمال وجنوب اليونان. يبلغ عدد سكان المدينة حوالي 130.000 نسمة (تقدير 2005) بذلك تكون سابع مدينة يونانية من حيث عدد السكان، بينما يبلغ العدد مع الضواحي حوالي 207.000 نسمة.
تعود تسمية لاريسا للعصر ما قبل الهيليني وهي تعني القلعة.

## التاريخ
هناك شواهد أثرية تدل على أن المدينة وما حولها كانا مسكونان منذ العصر الباليوليثي نظرا لخصوبة المنطقة زراعياً.
في بداية العصر الكلاسيكي كانت لاريسا محكومة من قبل عائلة أليواده التي بسطت نفوذها على كل ثيساليا وفي تلك الفترة كان الشاعر بيندار والطبيب أبقراط من أهم رعايا بلاط سلالة أليواده ومن المعتقد أن أبقراط توفي في لاريسا. استنجد آخر وريث لسلالة أليواده ب فيليب المقدوني والذي ضم لاحقا لاريسا وكل ثيساليا إلى مملكته.
احتل الرومان لاريسا عام 197 ق.م. وجعلوها عاصمة لثيساليا. بعد ذلك استمرت كمدينة مهمة في وسط اليونان حيث أنه وفي العام 325 ب.م. شارك أسقف المدينة القديس أخيليوس في مجمع نيقية الكنسي.
في القرون الوسطى تتالت السيطرة عليها بين البيزنطيين، ثم الصليبيين، ومن ثم وقعت تحت سيطرة إمارة إبيروس البيزنطية حتى العام 1393 حيث سقطت المدينة في أيدي العثمانيين.
كانت لاريسا مركزاً لولاية وثكنة عسكرية عثمانية، وأثناء انتفاضة استقلال اليونان كانت مركزاً ل علي باشا.
خرج العثمانيون نهائياً من لاريسا عام 1897 إثر الحرب اليونانية التركية(1897).

## المعالم الأساسية
- مسرح لاريسا الروماني: تم اكتشافه عام 1968 وهو يتسع لعشرة آلاف متفرج ويعود بناءه للقرن الثالث بعد الميلاد.
- القلعة البيزنطية (الفروريون): وتوجد ضمنها بقايا بازيليك قديم.
- متحف لاريسا الأركيولوجي: وهو بناء مسجد لاريسا العثماني القدبم، حيث يحتوي على اللقى الأثرية في مقاطعة لاريسا.
- برج الساعة: يقع في أعلى تلة منخفضة يعتقد أنها كانت تكون أكروبوليس لاريسا.
- القاعة الفيلهارمونية والسوق المغطى.

## متفرقات
- يوجد في المدينة أقسام من جامعة ثيساليا، ويوجد بها أيضاً معهد تقني عالي.
- أهم نادي كرة قدم هو إيه إي لاريسا، والذي فاز ببطولة الدوري اليوناني عام 1988.